# هاري إيفانز
هاري إيفانز (بالإنجليزية: Harry Evans)‏ (17 أبريل 1919 بلندن في المملكة المتحدة - 22 ديسمبر 1962 بلندن في المملكة المتحدة) هو مدرب كرة قدم ولاعب كرة قدم بريطاني (وحمل سابقاً جنسية المملكة المتحدة لبريطانيا العظمى وأيرلندا) في مركز الهجوم. لعب مع نادي إكزتر سيتي ونادي ساوثهامبتون ونادي فولهام ونادي وكينغ ونادي ألدرشوت ونادي رومفورد ‏.

## وصلات خارجية
- هاري إيفانز على موقع قاعدة بيانات كرة القدم.إي يو (الإنجليزية)